# مكي بن أبي طالب
مكي بن أبي طالب (355 - 437 هـ/ 966 - 1045 م) إمام علَّامة محقق عارف أستاذ القراء والمجودين. ذكره الذهبي ضمن علماء الطبقة العاشرة من حفاظ القرآن الكريم، كما ذكره ابن الجزري ضمن علماء القراءات.

## اسمه ومولده
أبو محمد مكي بن أبي طالب بن محمد بن مختار القيسي القرطبي (عاش شطر عمره فيها) المالكي، ولد في مدينة القيروان سنة 355 هـ لسبع بقيت من شعبان، وماتت والدته من نفاسه ليلة الشك من رمضان، وهو يوم الأسبوع من ولادته.

## طلبه للعلم
سافر ابن أبي طالب إلى مصر وهو ابن ثلاث عشرة سنة، فقرأ فيها ثم رجع إلى القيروان، واستظهر القرآن بعد خروجه من قراءة الحساب وغيره من الأدب، وقرأ على أبي الطيب، ثم رجع إلى مصر مرة أخرى بعد إكماله القراءات بالقيروان، ثم عاد إلى مصر ثالثة في سنة 382 هـ، ثم رجع إلى القيروان في سنة 383 هـ، وأقام بها يقرئ إلى أول سنة 387 هـ، ثم خرج إلى مكة فأقام يقرئ إلى سنة 390 هـ، وحج أربع حجج متوالية نوافل، ثم قدم من مكة في سنة إحدى وتسعين إلى مصر، ثم قدم من مصر إلى القيروان في سنة اثنتين وتسعين، ثم قدم إلى الأندلس في رجب من سنة ثلاث وتسعين، ثم جلس للإقراء بجامع الزاهرة، ثم انتقل منه إلى جامع قرطبة، فانتفع على يديه جماعات من الناس، وعظم اسمه في البلد.
سمع بمكة من أحمد بن فراس وأبي القاسم عبد الله السقطي، وبالقيروان من أبي محمد بن أبي زيد وأبي الحسن القادمي، وقرأ القراءات بمصر على أبي الطيب عبد المنعم بن غلبون وابنه طاهر وقراءة ورش على أبي عدي عبد العزيز، وسمع من أبي بكر محمد بن علي الأدفوي، وقرأ عليه جماعة منهم: موسى بن سليمان اللخمي وأبو بكر محمد بن المفرج ومحمد بن أحمد بن مطرف الكناني.
لما اعتل بالقاضي يونس بن عبد الله بعض المرض، استخلف مكي بن أبي طالب، للصلاة والخطبة بجامع قرطبة، فكان يصلي ويخطب بالناس، ثم توفي القاضي فاستمر مكي على خلافته، وكانت مدة إقامة مكي في الخطبة خمس سنين وعشرة أشهر غير ثلاثة أيام.

## مؤلفاته
من أبرز مؤلفات مكي بن أبي طالب:
- مشكل إعراب القرآن.
- الإبانة عن معاني القراءات.
- الهداية إلى بلوغ النهاية.
- التبصرة في القراءات السبع.
- الكشف عن وجوه القراءات السبع وعللها وحججها
- الرعاية لتجويد القراءة وتحقيق لفظ التلاوة

## وفاته
توفي مكي في شهر المحرم من سنة 437 هـ، ودفن بمقبرة الربض، وكان عمره ثمانون سنة، وشهد جنازته جميع الناس بقرطبة.